# Superintendencia del Medio Ambiente de Chile
La Superintendencia del Medio Ambiente (SMA) es un servicio público chileno creado por medio de la Ley Nº20.417, descentralizado, con personalidad jurídica y patrimonio propio, sometido a la supervigilancia del Presidente de la República a través del Ministerio del Medio Ambiente, y cuyos cargos directivos son provistos de acuerdo al sistema de Alta Dirección Pública. El 3 de enero de 2023 asumió como Superintendenta la abogada Marie Claude Plumer Bodin, quien se convirtió en la primera mujer en ocupar el cargo.

## Historia
La SMA inició sus actividades con la entrada en vigencia de su planta de personal, fijada mediante D.F.L. N°3, de 2010, del Ministerio Secretaría General de la Presidencia, publicado en el Diario Oficial en septiembre de 2010.
No obstante, las facultades fiscalizadoras y sancionadoras de la Superintendencia del Medio Ambiente, se encuentran subordinadas a la dictación de la ley que crea los Tribunales Ambientales y al funcionamiento de los mismos, proyecto de ley que se encuentra a octubre de 2011, en tercer trámite legislativo con suma urgencia, estimándose con ello el pleno funcionamiento de la SMA para mayo de 2012.

## Funciones
A la Superintendencia le corresponde de forma exclusiva ejecutar, organizar y coordinar el seguimiento y fiscalización de las Resoluciones de Calificación Ambiental, de las medidas de los Planes de Prevención y/o de Descontaminación Ambiental, del contenido de las Normas de Calidad Ambiental y Normas de Emisión, y de los Planes de Manejo, cuando corresponda, y de todos aquellos otros instrumentos de carácter ambiental que establezca la ley.
Para llevar a cabo dichas funciones, la Superintendencia podrá desarrollar esta labor mediante tres modalidades de fiscalización. En primer lugar, mediante una modalidad directa, a través de sus propios funcionarios; en segundo lugar, a través de los organismos sectoriales, pudiendo encomendarles determinadas labores de fiscalización sobre la base de los programas y subprogramas que se definirán en conjunto para tal efecto; y, finalmente, mediante terceros debidamente acreditados y autorizados por la Superintendencia.
Asimismo, la SMA posee la rectoría técnica de la actividad de fiscalización ambiental, por cuanto deberá establecer los criterios de fiscalización que deberán adoptar todos los organismos que cumplan funciones de fiscalización ambiental para efectos de llevar a cabo sus labores.
Para cumplir con su objetivo central —proteger la salud de las personas y el entorno— la Superintendencia, tiene, entre otras, las siguientes funciones:
1. Función fiscalizadora: La SMA es la encargada de fiscalizar que se cumpla la normativa medioambiental a nivel nacional, a través de los instrumentos de gestión ambiental establecidos en la Ley.
2. Función sancionadora: La SMA tiene la facultad exclusiva de aplicar sanciones frente a un incumplimiento ambiental. Además de aplicar multas, el Superintendente puede clausurar temporal o definitivamente instalaciones. Asimismo, tiene atribuciones para revocar las Resoluciones de Calificación Ambiental.
3. Función promotora: Uno de los focos estratégicos de la Superintendencia es el énfasis en el cumplimiento. La institución debe promover e incentivar el cumplimiento, así como asistir a sus regulados para orientarlos en la comprensión de sus obligaciones ambientales. Para esto, contará con instrumentos orientados a reconocer a quienes cumplen, así como a impulsar un cambio de conducta en los infractores.
4. Función informativa: La SMA debe velar porque la información ambiental esté disponible y sea de fácil acceso para la comunidad. Para esto, la institución debe procurar que ésta sea sistematizada, a fin de facilitar el acceso y conocimiento de la ciudadanía de la misma.
5. Función reguladora: La ley le entrega funciones regulatorias a la SMA, lo que ejerce a través de la impartición de directrices técnicas, normas e instrucciones de carácter general, tanto para sus regulados, como para los organismos fiscalizadores y las entidades acreditas conforme a la ley.

## Sanciones
El o la Superintendente/a puede aplicar a los infractores cuatro tipos de sanciones, las que van desde la amonestación por escrito hasta la revocación de la Resolución de Calificación Ambiental (RCA), incluyendo la aplicación de multas de hasta 10.000 unidades tributarias anuales.
Considerando la clasificación de las infracciones en gravísimas, graves y leves, la Ley especifica las sanciones aplicables a cada grado, así como los rangos de las multas en cada uno (artículo 56 y 57), de acuerdo a la siguiente tabla:
- Infracciones gravísimas: Revocación de RCA, clausura temporal o definitiva y/o multa de hasta 10.000 UTA
- Infracciones graves: Revocación de RCA, clausura temporal o definitiva y/o  multa de hasta 5.000 UTA
- Infracciones leves: Amonestación por escrito y/o multa de 1 a 1.000 UTA

## Superintendente/a del Medio Ambiente
El o la Superintendente/a del Medio Ambiente es nombrado por el presidente de la República, de conformidad al Sistema de Alta Dirección Pública y tiene entre sus funciones planificar, organizar, dirigir, coordinar y controlar el funcionamiento de la institución. Asimismo, debe dictar instrucciones y aplicar las sanciones que correspondan de conformidad a lo establecido en la ley, entre otras funciones.
La máxima autoridad de la institución tiene la responsabilidad a nivel nacional de organizar y coordinar la fiscalización del cumplimiento de los instrumentos de fiscalización ambiental.
| Superintendente                  | Periodo                               | Presidente                 |
| -------------------------------- | ------------------------------------- | -------------------------- |
| Jaime Lira Correa                | octubre de 2010 - mayo de 2012        | Sebastián Piñera Echenique |
| Juan Carlos Monckeberg Fernández | 1 de junio de 2012 - marzo de 2014    | Sebastián Piñera Echenique |
| Cristián Franz Thorud            | 17 de marzo de 2014 - octubre de 2018 | Michelle Bachelet Jeria    |
| Rubén Verdugo Castillo (s)       | octubre de 2018 - octubre de 2019     | Sebastián Piñera Echenique |
| Cristóbal de La Maza Guzmán      | octubre de 2019 - marzo de 2022       | Sebastián Piñera Echenique |
| Emanuel Ibarra Soto (s)          | marzo a diciembre de 2022             | Gabriel Boric Font         |
| Marie Claude Plumer Bodin        | enero de 2023 - a la fecha            | Gabriel Boric Font         |